# Aglais subtuslactea
Aglais subtuslactea är en fjärilsart som beskrevs av Raynor 1909. Aglais subtuslactea ingår i släktet Aglais och familjen praktfjärilar. Inga underarter finns listade i Catalogue of Life.